# Piet Smit (verzetsstrijder)
Piet Smit (Ede, 15 mei 1921 - Woeste Hoeve, 8 maart 1945) was een Nederlandse verzetsstrijder in de Tweede Wereldoorlog.

## Levensloop
Smit woonde in Ede aan de Klinkenbergerweg 13. Hij werkte als kantoorbediende bij de Nederlandsche Handel-Maatschappij. Hij was hopman bij de padvinders van de Langenberggroep in zijn woonplaats. In juni 1943 kreeg hij de oproep om zich te melden voor de Arbeitseinsatz in Duitsland. In plaats daarvan besloot hij onder te duiken, eerst in Amsterdam en later in Enkhuizen. Vanaf mei 1943 zat hij ondergedoken bij Hendrik Zwaan aan de Heiligeweg. Zwaan had zijn vrouw verloren en hertrouwde met Ina Moll. Zodoende verkreeg Piet de schuilnaam Piet Moll. In de winter van 1943/44 verhuisde hij omdat het gevaar toenam. Bij een inval van de Sicherheitsdienst wist hij ternauwernood te ontsnappen via de achtertuinen.
In West-Friesland raakte hij betrokken bij het georganiseerde verzet. Hij richtte meerdere afdelingen van de LO op en werd districtleider van de LO in Enkhuizen. In die hoedanigheid nam hij deel aan verschillende overvallen op distributiekantoren. Smit stond ook nog in contact met zijn vroegere plaatsgenoot Henk Wildenburg die hij kende van de scouting. Hun ontmoetingspunt was Hotel Polen in Amsterdam, waar ze belangrijke gegevens uitwisselden. Zo kreeg Wildenburg van Smit een microfilm met daarop de regiments- en onderdeeltekens van het Duitse leger, zodat het Edese verzet Duitse troepenbewegingen in kaart kon brengen.
Aan het begin van 1944 droeg hij zijn taken over en ging over naar een centrale positie binnen de Raad van Verzet in Amsterdam. Ook werd hij lid van de Groep Packard, een inlichtingengroep die verbinding stond met het Bureau Inlichtingen van de Nederlandse regering in Londen. Op 5 september 1944 ging Smit onder de schuilnaam Piet Moll naar Hengelo, waar hij voornamelijk voor de Packardgroep werkte. Hij had een eigen zender tot zijn beschikking en werkte samen met de marconist Anton Kattouw en Julika Snijders. Hun zender werd op 26 november 1944 uitgepeild en Kattouw, Smit en Snijders werden aangehouden. Kattouw en Smit zaten eerst vast in Enschede en werden later overgeplaatst naar Gronau, waar ze door de Sicherheitsdienst werden verhoord. Snijders wist tijdens het transport naar een concentratiekamp te ontsnappen en overleefde de oorlog.
Als gevangene van Joseph Schreieder werden Kattouw en Smit vervolgens naar het Huis van Bewaring in Zwolle overgebracht. Smit gaf tijdens de ondervragingen - hij werd niet gemarteld - geen informatie door. Wellicht kwam het door de relatief goede behandeling dat hij verwachtte ooit vrij te zullen komen. Het liep anders.
In de nacht van 6 op 7 maart 1945 raakte de SS-officier Hanns Albin Rauter, de Duitse leider van de politie in Nederland, bij de Woeste Hoeve op de oostelijke Veluwe zwaargewond bij een toevallige aanslag. Op 8 maart 1945 executeerden de Duitse bezetter als wraak 117 gevangenen op de plek van de aanslag. Onder de slachtoffers waren zowel Smit als Kattouw.

## Postuum
De stoffelijke resten van Smit werden na de oorlog overgebracht naar Het Mausoleum in Ede. De scouts van de Langenberggroep aldaar herdenken hem er jaarlijks op 4 mei met een bloemstuk. De verzetsstrijder werd aanvankelijk herbegraven onder zijn schuilnaam 'Piet Moll'. Zijn valse papieren waren van een zodanige kwaliteit dat na de oorlog niet opviel dat het vervalsingen waren. De gemeente Ede maakte in 2017 bekend dat er in de nieuw te bouwen verzetsheldenbuurt een 'Piet Smithof' komt.